# Nananthus gerstneri
Nananthus gerstneri är en isörtsväxtart som först beskrevs av L. Bol., och fick sitt nu gällande namn av L. Bol. Nananthus gerstneri ingår i släktet Nananthus och familjen isörtsväxter. Inga underarter finns listade i Catalogue of Life.